# Xanhur
Xanhur (o Xahhur) és un llogaret d'Egipte, a pocs quilòmetres al nord de Luxor, al governadorat de Qena, on queden algunes restes d'un temple faraònic.